# Distrito de Tsuzuki
El distrito de Tsuzuki (綴喜郡 Tsuzuki-gun?) es un distrito localizado en la prefectura de Kioto, Japón. En junio de 2019 tenía una población de 16.476 habitantes y una densidad de población de 216 personas por km². Su área total es de 76,2 km².

## Localidades
- Ide
- Ujitawara